# Kelechi Iheanacho
Kelechi Promise Iheanacho (* 3. Oktober 1996 in Imo) ist ein nigerianischer Fußballspieler. Der Stürmer steht als Leihspieler des FC Sevilla beim FC Middlesbrough unter Vertrag.

## Karriere

### Vereine
Bevor Iheanacho in die Jugendabteilung von Manchester City wechselte, hatte er an der Taye Academy in Owerri in Nigeria gespielt. Zur Saison 2015/16 rückte er in den Kader der ersten Mannschaft auf. Am 29. August 2015 debütierte er in der Premier League, als er beim 2:0-Sieg gegen den FC Watford in der 89. Spielminute für Raheem Sterling eingewechselt wurde. Am folgenden Spieltag am 12. September 2015 erzielte er beim 1:0-Auswärtssieg bei Crystal Palace kurz nach seiner Einwechslung in der 90. Spielminute den Siegtreffer. Am 30. Januar 2016 erzielte er in der FA-Cup-Partie gegen Aston Villa seinen ersten Hattrick für Manchester City. Nachdem Iheanacho in der Saison 16/17 sieben Tore für die Citizens erzielt hatte, wechselte er für umgerechnet 27,7 Millionen Euro zum Ligakonkurrenten nach Leicester.
Im Juli 2024 wechselte er nach Spanien zum FC Sevilla. Im Februar 2025 wechselte er auf Leihbasis zurück nach England zum FC Middlesbrough.

### Nationalmannschaft
Sein Debüt in einer U-17-Nationalmannschaft Nigerias gab Iheanacho am 24. April 2013, als sich die Auswahl im Halbfinale des Afrika-Cups mit 4:2 gegen Tunesien durchsetzte und er sich mit einem Treffer in die Schützenliste eintrug. Noch im selben Jahr krönte er sich gemeinsam mit seinem Team bei der U-17-Weltmeisterschaft in den Vereinigten Arabischen Emiraten, nachdem das Finale gegen Mexiko am 8. November 2013 gewonnen wurde. Er erzielte bei dem Turnier in sieben Spielen sechs Tore und wurde zum wertvollsten Spieler des Turniers gewählt. Seit 2015 spielt er für die nigerianische U-20-Mannschaft. Am 15. November 2015 debütierte er beim 0:0 gegen Swasiland für die nigerianische Fußballnationalmannschaft und erzielte beim 1:0-Sieg gegen Mali am 27. Mai 2016 seinen ersten A-Länderspieltreffer.
Er gehörte zudem zum Kader Nigerias für die WM 2018 in Russland, bei der Nigeria als Dritter der Gruppe D in der Gruppenphase ausschied. Iheanacho spielte bei der Niederlage gegen Argentinien und dem Sieg gegen Island von Beginn an und wurde bei der Niederlage gegen Kroatien eingewechselt. Beim Afrika-Cup 2022 spielte er in allen vier Partien, ehe die Mannschaft im Achtelfinale ausschied. Beim Afrika-Cup 2024 konnte er mit der Mannschaft bis ins Finale einziehen, unterlag dort jedoch der gastgebenden Elfenbeinküste; Iheanacho selbst kam dabei zu zwei Kurzeinsätzen im Halbfinale und Finale.

## Erfolge und Auszeichnungen
- League-Cup-Sieger: 2015/16
- U-17-Weltmeister: 2013
- Vielversprechendstes Talent des CAF: 2013[8]
- Spieler der Saison von Leicester City: 2022/23[9]